# Křídlatec velký
Křídlatec velký (Lobatus gigas) je mořský plž z čeledi křídlatcovitých. Patří k největším měkkýšům: váží okolo 2 kilogramů a jeho ulita dosahuje velikosti až přes 30 centimetrů, přičemž samice jsou obvykle větší než samci.
Ulita je pravotočivá s devíti až jedenácti závity, vybíhá do četných trnů sloužících k obraně, její barva se pohybuje od smetanově bílé přes růžovou nebo oranžovou po sytě červenou. Žije u tropického pobřeží Ameriky od Floridy a Bermud na severu po ústí Amazonky na jihu. Pohybuje se v hloubce do 20 metrů na korálových útesech a v porostech mořských řas, které jsou jeho hlavní potravou. V záhybech ulity nacházejí útočiště komenzální druhy, jako je drobná rybka parmovec hvězdnatý nebo krabi čeledi Porcellanidae, plž vzácně vytváří i perly. Křídlatci bývají často napadáni parazitickými výtrusovci.
Samice kladou vejce v dlouhých rosolovitých provazcích, jedna snůška může obsahovat až půl milionu vajíček. Z nich se po pěti dnech líhnou plovoucí larvy živící se planktonem, jež se zhruba po měsíci usadí na dně a přemění v dospělého jedince. Křídlatci dosahují pohlavní zralosti ve zhruba pěti letech a mohou se dožít až čtyřiceti let.
Na karibských ostrovech jsou často loveni pro maso, které patří k vyhlášeným lahůdkám místní kuchyně. Ulity jsou pro svou velikost a efektní tvar oblíbeným suvenýrem pro turisty, v minulosti sloužily domorodcům k výrobě tvrdých a ostrých nástrojů. Křídlatec velký je známý pod názvy „queen conch“ (anglicky) nebo „caracol reina“ (španělsky), což znamená „královnina mušle“.